# Трубчатая область
Тру́бчатая о́бласть (англ. tubular domain) — понятие комплексного анализа, раздела математики, обобщение понятий полуплоскости и полосы.
Синонимы: труба; цилиндрическая область  (англ. cylindrical domain).

## Определение трубчатой области
Трубчатая область — область {\displaystyle D} комплексного пространства {\displaystyle \mathbb {C} ^{n}}, {\displaystyle n\geqslant 1}, имеющая такое свойство, что вместе с каждой точкой {\displaystyle z^{0}=(z_{1}^{0},\,z_{2}^{0},\,\dots ,\,z_{n}^{0})\in D} в области {\displaystyle D} лежат также и все точки следующего вида:
{\displaystyle z=\{z_{k}^{0}+iy_{k}\},\quad -\infty <y<\infty ,\quad k=1,\,2,\,\dots ,\,n.}
Произвольную трубчатую область {\displaystyle D} можно всегда представить в более простом виде — как следующее прямое произведение:
{\displaystyle B\times \mathbb {R} ^{n}(y)},
где область {\displaystyle B\in \mathbb {R} ^{n}(x)\subset \mathbb {C} ^{n}}, {\displaystyle x=(x_{1},\,x_{2},\,\dots ,\,x_{n}),} называется основанием области {\displaystyle D}, а вещественное пространство {\displaystyle \mathbb {R} ^{n}(y)} состоит из точек {\displaystyle y=(y_{1},\,y_{2},\,\dots ,\,y_{n}).} В итоге получается, что трубчатая область может быть полностью охарактеризована её основанием {\displaystyle B\in \mathbb {R} ^{n}(x)}.
Пользуясь тем, что {\displaystyle z=x+iy}, где {\displaystyle x} и {\displaystyle y} можно представить как вещественные {\displaystyle n}-мерные векторы, произвольная трубчатая область может быть символически записана либо в следующем виде:
{\displaystyle T=B+i\mathbb {R} ^{n}(y)},
то есть
{\displaystyle T=\{x+iy\colon x\in B,y\in \mathbb {R} ^{n}\}},
либо в следующем виде:
{\displaystyle T=\mathbb {R} ^{n}(x)+iB}.

## Свойства трубчатой области
Область {\displaystyle B+i\mathbb {R} ^{n}(y)} отображается на область {\displaystyle \mathbb {R} ^{n}(x)+iB} преобразованием {\displaystyle w=iz}.
Автоморфизмы трубчатой области — это преобразования {\displaystyle w=z+a}, где {\displaystyle a} — произвольный вещественный вектор.
На комплексной плоскости {\displaystyle \mathbb {C} } полуплоскости
{\displaystyle \{x>\alpha \}} или {\displaystyle \{x<\alpha \}}
и полосы
{\displaystyle \{\alpha <x<\beta ,\,-\infty <y<\infty \}}
суть трубчатые области.
Существует следующая связь между трубчатой областью и областью Рейнхарта. Отображение
{\displaystyle \varphi \colon z_{k}\to e^{z_{k}},\quad k=1,\,2,\,\dots ,\,n,}
переводит трубчатую область {\displaystyle T} в соответствующую область Рейнхарта {\displaystyle D} таким образом, что основанию {\displaystyle B} области {\displaystyle T} соответствует множеству {\displaystyle D_{+}}, то есть диаграмме Рейнхарта области {\displaystyle D}.
Оболочка голоморфности любой трубчатой области совпадает с её выпуклой оболочкой. Как частный случай любая функция, голоморфная в трубчатой области, продолжается до функции, голоморфной в её выпуклой оболочке.
Радиальная трубчатой область — трубчатой область, основание которой есть связный конус в {\displaystyle \mathbb {R} ^{n}}.